# SN 2011bo
SN 2011bo – supernowa typu Ic odkryta 21 marca 2011 roku w galaktyce E337-G06. W momencie odkrycia miała maksymalną jasność 17,60m.